# 尼科波尔 (伊久姆区)
尼科波尔（烏克蘭語：Нікополь），是烏克蘭東部哈爾科夫州伊久姆區巴尔温科韦市镇的村落。處於蘇希托雷茨河右岸，距離巴尔温科韦3.5公里，始建於1923年，面積2平方公里，海拔高度85米，人口500。